# De Underjordiske
De Underjordiske er en dansk rockgruppe dannet i 2012 af Peter Kure, Kristian Bengtsen og Andreas Bengtsen.
Navnet er hentet fra Astrid Lindgrens Ronja Røverdatter, hvori De Underjordiske er væsner der ikke ses, men hvis forførende sang leder Ronja vild i tågen og lokker hende ned i dybet. Navnet skal ifølge bandets sanger Peter Kure forstås som en bredere reference til sindets dybder og det underbevidste.[kilde mangler] Navnevalget vidner også om et særligt forhold til det nordiske, da De Underjordiske er væsner som også optræder i et utal af forskellige former og sammenhænge i folkefortællinger fra hele Norden.[kilde mangler]

## Historie
De Underjordiske opstod som et resultat af brødrene Andreas og Kristian Bengtsens ønske om at flytte fra hhv. Aalborg og Aarhus og starte et band sammen i København. Allerede inden flytningen til København stødte Andreas Bengtsen på Peter Kure – en perifær ven fra gymnasietiden. Til en efterfest i Bengtsens lejlighed hører Kure guitarriffet til sangen "Trold", og tilbyder spontant at lægge noget vokal på det. Brødrene Bengtsen får uger senere tilsendt en lydfil med Kures vokal og synes at det lyder "skraldet på den helt rigtige måde". 3 måneder senere – i August 2012 – mødes de tre for første gang i øvelokalet hvor de afprøver ideer med et par af Kristian Bengtsens gamle bandvenner. Andreas Bengtsen og Peter Kure har på dette tidspunkt ingen erfaring med hverken sang eller sammenspil, så gruppens udtryk udvikler sig gennem en DIY tilgang til både guitarlyd, guitarspil og sangteknik. Gruppen kæmper med at få form på deres sange, og det er i den forbindelse at de inviterer vennen Christian Vind Skibdal forbi øvelokalet for at dele ud af sin erfaring. Skibdal støder senere til som bassist i bandet. Ca. et halvt år efter den første øver støder Thomas Balslev Brandt (trommer) til besætningen, og De Underjordiske er en realitet. Den 11. oktober 2012 koncertdebuterer De Underjordiske som en del af programmet til den 1. udgave af Aarhus Psych Fest på spillestedet Radar
Den 3. marts 2014 udkommer 10" singlen "Trold" med b-siden "Under Skyggernes Kniv". Pladen bliver Månedens Demo i Gaffa og høster 5/6 stjerner med ordene "fremført med en helt afklaret musikalitet er der ikke en finger at sætte på håndværket eller hjertet". DR's Jan Sneum opdager ligeledes singlen og invitere bandet ind i sit radioprogram Sneums Garage. Ingen af sangene finder vej til radioen, men "Trold" får sit helt eget liv på youtube, der giver bandet mulighed for at komme ud og prøve kræfter med de danske spillesteder.
I foråret 2015 udsender gruppen de to singler "Sultne Ulve" og "Hvis Du Forstod". Ingen af disse samles op af radioen, men bandet slår alligevel publikumsrekord på Rising scenen da de optræder på Roskilde Festival 2015.[kilde mangler]
Den 3. september 2015 udsendes debutalbummet Ind I Flammerne. I anledningen af udgivelsen afholder gruppen den første rockkoncert nogensinde i Cisternerne under Søndermarken på Frederiksberg. Umiddelbart herefter sætter radiokanalen DR P6 Beat bandets single "Hvis Du Forstod" i heftig rotation og er med til at gøre sangen til bandets mest streamede nummer til dato. Debutalbummet høster flotte anmeldelser i magasiner og dagblade[kilde mangler] og sender bandet ud på deres første Danmarksturné med kraftig medvind.[kilde mangler]

## Nomineringer
| År   | Show | Award                 | Nomineret        | Resultat  |
| ---- | ---- | --------------------- | ---------------- | --------- |
| 2016 | DMA  | Årets Danske Livenavn | De Underjordiske | Nomineret |

## Diskografi

### Albums
- Ind I Flammerne (september 2015)
- Flænger I Luften (april 2018)

### Singler
- Trold (marts 2014)

"Ind I Flammerne"
- Sultne Ulve (februar 2015)
- Hvis Du Forstod (maj 2015)
- Vi Kommer Nu (oktober 2015)
- Under Skyggernes Kniv (marts 2016)

"Flænger I Luften"
- Flænger I Luften (januar 2018)
- Saskorus (marts 2018)
- Piskesmæld (april 2018)